# Güterbahnhof Bern Weyermannshaus

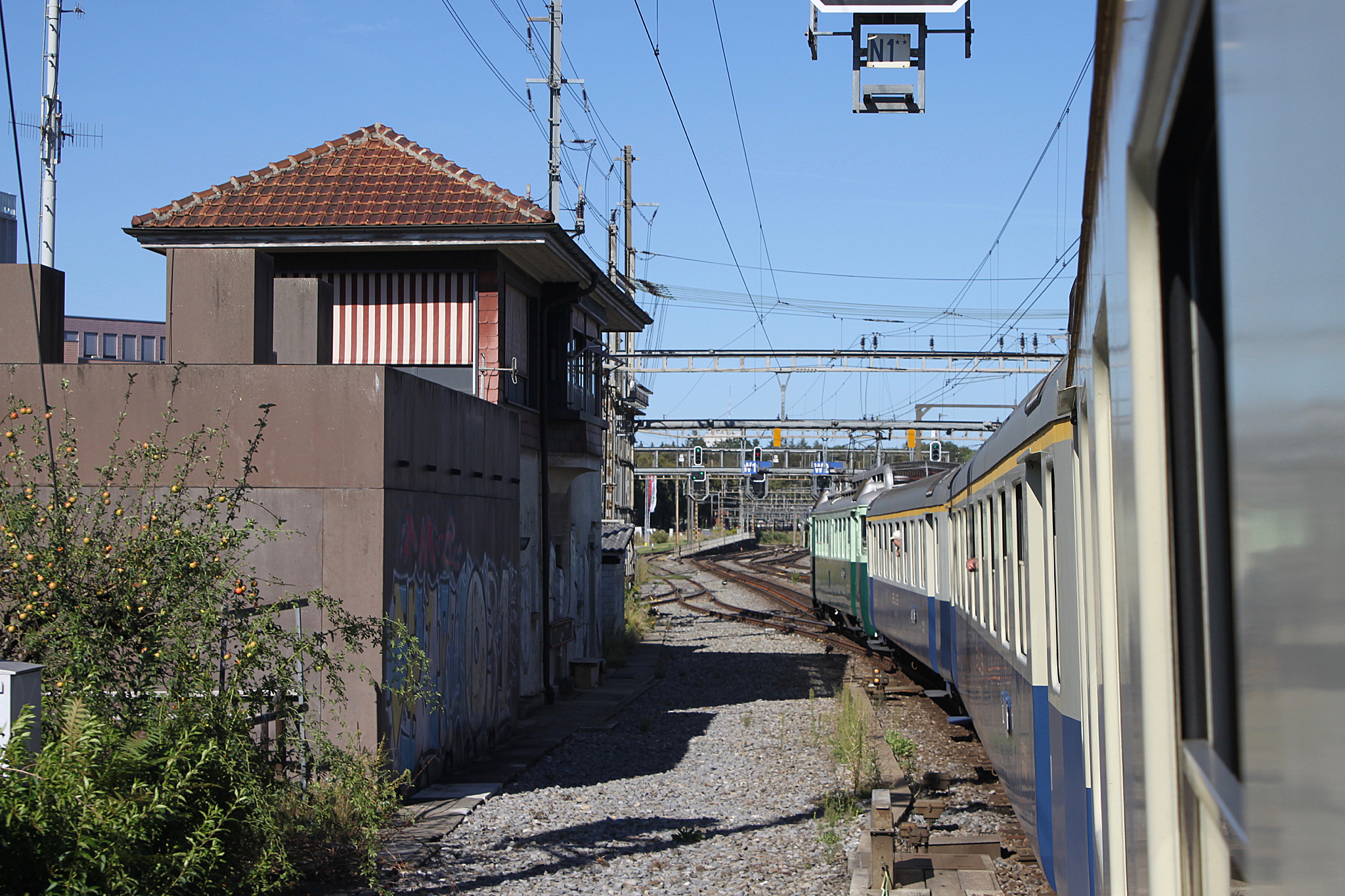
Stellwerk an der Westzufahrt zum Güterbahnhof

Der Güterbahnhof Bern Weyermannshaus befindet sich rund zwei Kilometer westlich vom Hauptbahnhof Bern an den Bahnstrecken Richtung Freiburg beziehungsweise Richtung Neuenburg im Schweizer Kanton Bern.
Der Güterbahnhof besteht aus den neun Hauptgleisen 61 bis 69, die für Ein- und Ausfahrten und die Bildung von Güterzügen genutzt werden. Zudem sind etliche Abstellgleise sowie Gleise zu einer Halle mit Verladerampe vorhanden. Die Anlage Weyermannshaus erstreckt sich über eine Länge von rund einem Kilometer sowie über eine Breite von rund 130 Metern.
Der Bahnhof Bern Weyermannshaus ist mit einem Stellwerk des Typs Elektra 2, Baujahr 2016, ausgerüstet. Die Bedienung der Stellwerkanlage erfolgt ferngesteuert über die Leittechnik Iltis von der Betriebszentrale im Bahnhof Olten aus.